# ماراتوولا
ماراتوولا (به لاتین: Maratuwela) یک منطقهٔ مسکونی در سری‌لانکا است که در استان مرکزی (سری‌لانکا) واقع شده‌است.